# Garcirrey
Garcirrey település Spanyolországban, Salamanca tartományban. Garcirrey Cipérez, Sando, Tabera de Abajo, Aldehuela de la Bóveda, La Fuente de San Esteban, Buenamadre, Pelarrodríguez és El Cubo de Don Sancho községekkel határos. Lakosainak száma 55 fő (2024).

## Népesség
A település népessége az elmúlt években az alábbi módon változott:
| Lakosok száma | 105  | 101  | 87   | 87   | 78   | 75   | 69   | 61   | 56   | 55   |
|               | 2001 | 2004 | 2007 | 2009 | 2012 | 2014 | 2017 | 2019 | 2022 | 2024 |